# Atypus yajuni
Atypus yajuni is een spin binnen de familie van mijnspinnen (Atypidae). Ze behoort tot het geslacht Atypus. Deze soort leeft in China.